# Mirotic
MIROTIC là album tiếng Hàn thứ tư của nhóm nhạc TVXQ, phát hành 26 tháng 9 năm 2008. Đây cũng là album tiếng Hàn cuối cùng của nhóm có sự tham gia của Jaejoong, Yoochun và Junsu.
Album là bước ngoặt chính về mặt thương mại cũng như là album thành công nhất trong sự nghiệp của nhóm đến hiện tại. Bán được 110.000 bản trong tuần đầu phát hành, đạt thứ hạng cao tại Hanteo Charts, thiết lập kỉ lục cho album bán chạy nhất trong một tuần của Hàn Quốc. Phiên bản A tẩu tán 208.000 bản trong một tháng và doanh số tổng kết vượt qua 500.000 bản chỉ sau 109 ngày phát hành. Mirotic là album đầu tiên sau bốn năm bán được hơn 500.000 bản, sau thành tích của của Seo Taiji đạt được năm 2004. Album bán được hơn 541.000 bản tính đến năm 2014.

## Quá trình
Album này đã được sản xuất từ năm 2007, nhưng tiêu đề đã không được quyết định cho đến tháng 1 năm 2008.
Các thành viên của TVXQ, Junsu và Changmin tham gia trực tiếp trong việc thực hiện album, 2 thành viên đã viết lời cho 2 bài hát "Picture of you" và "Love in the Ice". Ngoài ra, Jaejoong và Yoochun còn soạn nhạc và viết lời bài hát cho "Don't Cry My Lover" và "Love Bye Love", nằm trong phiên bản C của album.
Ba ngày sau khi phát hành, "Mirotic" đã trở thành album bán chạy nhất trong năm. Vào ngày 15 tháng 11 năm 2008, album đạt giải "Album của năm" tại MKMF Korean Music Festival Awards năm 2008.
"Mirotic" là một thuật ngữ mới được thành viên Jaejoong sáng tạo, trong đó kết hợp từ miro (미로) trong tiếng Hàn Quốc, có nghĩa là "mê cung", và hậu tố tiếng Anh "-tic".
Các bài hát trong album là thành quả của một sự hợp tác giữa nhạc sĩ người Hàn Quốc và Kenny Wormald, người từng làm việc với các siêu sao nhạc pop như Justin Timberlake, Chris Brown và Christina Aguilera.
Bài hát chủ đề "Mirotic" được soạn bởi các nhà sản xuất Đan Mạch: Remee, Lucas Secon và Thomas Troelsen. Ca sĩ người Đức Sarah Connor, cũng đã mua lại bản quyền bài hát (nhưng không rõ thời gian). Mặc dù thực tế là hai bản gốc đã được soạn cùng một đoạn, nhưng lại có phần nhạc khác biệt (TVXQ đã có một phiên bản rap và multi-layered harmonies còn của Connor là melodies trong chorus khác nhau).

## Danh sách bài hát

### Version A
| CD  | CD                                  | CD                    | CD                                                                   | CD         |
| STT | Nhan đề                             | Phổ lời               | Phổ nhạc                                                             | Thời lượng |
| --- | ----------------------------------- | --------------------- | -------------------------------------------------------------------- | ---------- |
| 1.  | "주문-Mirotic"                      | Yoo Young-jin         | Sigvardt, Mikkel Remee, Lucas Secon, Thomas Troelsen, Yoo Young-jin  | 3:28       |
| 2.  | "Wrong Number"                      | Kang Joon-woo         | Marvin Ambrosius, Christopher Lee Joe, Iain James, Philippe Anquetil | 4:14       |
| 3.  | "노을... 바라보다 (Picture of You)" | Xiah Junsu, Thanh Bùi | Marcus Jilla, James Hollands, James Critcher                         | 4:51       |
| 4.  | "Crazy Love"                        | Young-hu Kim          | Young-hu Kim                                                         | 3:43       |
| 5.  | "Hey! (Don't Bring Me Down)"        | Yoo Young-jin         | Yoo Young-jin                                                        | 4:11       |
| 6.  | "넌 나의 노래 (You're My Melody)"   | Young-hu Kim          | JV, Sean Alexander, Pascal "Claps" Guyon                             | 3:33       |
| 7.  | "무지개 (Rainbow)"                  | Kenzie                | Kenzie                                                               | 4:11       |
| 8.  | "낙원 (Paradise)"                   | Wheesung              | Kelvin Kumar, Sean Kumar                                             | 4:39       |
| 9.  | "악녀 (Are You a Good Girl?)"       | Yoo Young-jin         | Yoo Young-jin                                                        | 4:11       |
| 10. | "Flower Lady"                       | Jo Yoon Kyeong        | Andrew Omar Grange, Rupert Lloyd Gayle, Micah Samuel Williams        | 3:53       |
| 11. | "잊혀진 계절"                       | Park Keon Ho          | Lee Beom Hee                                                         | 4:22       |
| 12. | "Love in the Ice"                   | Max Changmin          | Daisuke Suzuki, Yuya Saito                                           | 5:18       |

### Version B
| CD  | CD                                                          | CD             | CD                                                                   | CD         |
| STT | Nhan đề                                                     | Phổ lời        | Phổ nhạc                                                             | Thời lượng |
| --- | ----------------------------------------------------------- | -------------- | -------------------------------------------------------------------- | ---------- |
| 1.  | "주문-Mirotic" (Magic Spell)                                | Yoo Young-jin  | Sigvardt, Mikkel Remee, Lucas Secon, Thomas Troelsen                 | 3:28       |
| 2.  | "Wrong Number"                                              | Kang Joon-woo  | Marvin Ambrosius, Christopher Lee Joe, Iain James, Philippe Anquetil | 4:14       |
| 3.  | "노을... 바라보다 (Picture of You)" (Looking at the Sunset) | Xiah Junsu     | Marcus Jilla, James Hollands, James Critcher                         | 4:51       |
| 4.  | "Crazy Love"                                                | Young-hu Kim   | Young-hu Kim                                                         | 3:43       |
| 5.  | "Hey! (Don't Bring Me Down)"                                | Yoo Young-jin  | Yoo Young-jin                                                        | 4:11       |
| 6.  | "넌 나의 노래 (You're My Melody)" (You're My Song)          | Young-hu Kim   | JV, Sean Alexander, Pascal "Claps" Guyon                             | 3:33       |
| 7.  | "무지개 (Rainbow)"                                          | Kenzie         | Kenzie                                                               | 4:11       |
| 8.  | "낙원 (Paradise)"                                           | Wheesung       | Kelvin Kumar, Sean Kumar                                             | 4:39       |
| 9.  | "악녀 (Are You a Good Girl?)" (Wicked Woman)                | Yoo Young-jin  | Yoo Young-jin                                                        | 4:11       |
| 10. | "Flower Lady"                                               | Jo Yoon Kyeong | Andrew Omar Grange, Rupert Lloyd Gayle, Micah Samuel Williams        | 3:53       |

| DVD | DVD | DVD        |
| STT | Nhan đề | Thời lượng |
| --- | --- | ---------- |
| 1.  | "Directed by Hero (Interviewee: U-Know)" (The Fourth Album Surprise Project - Directed by TVXQ! [20080830-200880831 a-nation'08 Tokyo Story])                     |            |
| 2.  | "Directed by U-Know (Interviewee: Max)" (The Fourth Album Surprise Project - Directed by TVXQ! [20080830-200880831 a-nation'08 Tokyo Story])                      |            |
| 3.  | "Directed by Max (Interviewee: Xiah)" (The Fourth Album Surprise Project - Directed by TVXQ! [20080830-200880831 a-nation'08 Tokyo Story])                        |            |
| 4.  | "Directed by Xiah (Interviewee: Micky)" (The Fourth Album Surprise Project - Directed by TVXQ! [20080830-200880831 a-nation'08 Tokyo Story])                      |            |
| 5.  | "Directed by Micky (Interviewee: Hero)" (The Fourth Album Surprise Project - Directed by TVXQ! [20080830-200880831 a-nation'08 Tokyo Story])                      |            |
| 6.  | "Directed by TVXQ! - Talk about Mirotic" (The Fourth Album Surprise Project - Directed by TVXQ! [20080830-200880831 a-nation'08 Tokyo Story])                     |            |
| 7.  | "Directed by TVXQ! - 'Surprise Project [a-nation'08 Diary]'" (The Fourth Album Surprise Project - Directed by TVXQ! [20080830-200880831 a-nation'08 Tokyo Story]) |            |

### Version C
| CD  | CD                                                          | CD            | CD                                                                   | CD         |
| STT | Nhan đề                                                     | Phổ lời       | Phổ nhạc                                                             | Thời lượng |
| --- | ----------------------------------------------------------- | ------------- | -------------------------------------------------------------------- | ---------- |
| 1.  | "Wrong Number"                                              |               | Marvin Ambrosius, Christopher Lee Joe, Iain James, Philippe Anquetil | 4:14       |
| 2.  | "사랑아 울지마 (Don't Cry My Lover)"                        |               | Hero Jaejoong                                                        | 4:44       |
| 3.  | "주문-Mirotic" (Magic Spell)                                |               | Sigvardt, Mikkel Remee, Lucas Secon, Thomas Troelsen                 | 3:28       |
| 4.  | "Crazy Love"                                                | Young-hu Kim  | Young-hu Kim                                                         | 3:43       |
| 5.  | "Hey! (Don't Bring Me Down)"                                |               |                                                                      | 4:12       |
| 6.  | "소원 (Wish) feat. Ryeowook & Kyuhyun of Super Junior"      |               |                                                                      | 4:36       |
| 7.  | "넌 나의 노래 (You're My Melody)" (You're My Song)          | Young-hu Kim  | JV, Sean Alexander, Pascal "Claps" Guyon                             | 3:33       |
| 8.  | "노을... 바라보다 (Picture of You)" (Looking at the Sunset) | Xiah Junsu    | Marcus Jilla, James Hollands, James Critcher                         | 4:51       |
| 9.  | "무지개 (Rainbow)"                                          |               | Kenzie                                                               | 4:11       |
| 10. | "사랑 안녕 사랑 (Love Bye Love)"                            | Micky Yoochun | Micky Yoochun                                                        | 3:34       |
| 11. | "낙원 (Paradise)"                                           | Wheesung      | Kelvin Kumar, Sean Kumar                                             | 4:39       |
| 12. | "악녀 (Are You a Good Girl?)" (Wicked Woman)                |               |                                                                      | 4:11       |
| 13. | "Flower Lady"                                               |               | Andrew Omar Grange, Rupert Lloyd Gayle, Micah Samuel Williams        | 3:53       |
| 14. | "Don't Say Goodbye"                                         |               |                                                                      | 4:25       |
| 15. | "잊혀진 계절" (Forgotten Season, Hero solo)                 |               |                                                                      | 4:22       |
| 16. | "Love in the Ice" (Korean version of Love in the Ice)       | Max Changmin  | Daisuke Suzuki, Yuya Saito                                           | 5:18       |

| CD: Clean version | CD: Clean version                                           | CD: Clean version | CD: Clean version                                                    | CD: Clean version |
| STT               | Nhan đề                                                     | Phổ lời           | Phổ nhạc                                                             | Thời lượng        |
| ----------------- | ----------------------------------------------------------- | ----------------- | -------------------------------------------------------------------- | ----------------- |
| 1.                | "Wrong Number"                                              |                   | Marvin Ambrosius, Christopher Lee Joe, Iain James, Philippe Anquetil | 4:14              |
| 2.                | "사랑아 울지마 (Don't Cry My Lover)"                        |                   | Hero Jaejoong                                                        | 4:44              |
| 3.                | "주문-Mirotic (Clean version)" (Magic Spell)                |                   | Sigvardt, Mikkel Remee, Lucas Secon, Thomas Troelsen                 | 3:28              |
| 4.                | "Crazy Love"                                                | Young-hu Kim      | Young-hu Kim                                                         | 3:43              |
| 5.                | "Hey! (Don't Bring Me Down)"                                |                   |                                                                      | 4:12              |
| 6.                | "소원 (Wish) feat. Ryeowook & Kyuhyun of Super Junior"      |                   |                                                                      | 4:36              |
| 7.                | "넌 나의 노래 (You're My Melody)" (You're My Song)          | Young-hu Kim      | JV, Sean Alexander, Pascal "Claps" Guyon                             | 3:33              |
| 8.                | "노을... 바라보다 (Picture of You)" (Looking at the Sunset) | Xiah Junsu        | Marcus Jilla, James Hollands, James Critcher                         | 4:51              |
| 9.                | "무지개 (Rainbow)"                                          |                   | Kenzie                                                               | 4:11              |
| 10.               | "사랑 안녕 사랑 (Love Bye Love)"                            | Micky Yoochun     | Micky Yoochun                                                        | 3:34              |
| 11.               | "낙원 (Paradise)"                                           | Wheesung          | Kelvin Kumar, Sean Kumar                                             | 4:39              |
| 12.               | "악녀 (Are You a Good Girl?)" (Wicked Woman)                |                   |                                                                      | 4:11              |
| 13.               | "Flower Lady"                                               |                   | Andrew Omar Grange, Rupert Lloyd Gayle, Micah Samuel Williams        | 3:53              |
| 14.               | "Don't Say Goodbye"                                         |                   |                                                                      | 4:25              |
| 15.               | "잊혀진 계절" (Forgotten Season, Hero solo)                 |                   |                                                                      | 4:22              |
| 16.               | "Love in the Ice" (Korean version of Love in the Ice)       | Max Changmin      | Daisuke Suzuki, Yuya Saito                                           | 5:18              |
| 17.               | "주문-Mirotic (Acoustic version)" (Magic Spell)             |                   | Sigvardt, Mikkel Remee, Lucas Secon, Thomas Troelsen                 | 4:44              |

### Taiwanese version
| CD  | CD                                                          | CD            | CD                                                                   | CD         |
| STT | Nhan đề                                                     | Phổ lời       | Phổ nhạc                                                             | Thời lượng |
| --- | ----------------------------------------------------------- | ------------- | -------------------------------------------------------------------- | ---------- |
| 1.  | "Wrong Number"                                              |               | Marvin Ambrosius, Christopher Lee Joe, Iain James, Philippe Anquetil | 4:14       |
| 2.  | "사랑아 울지마 (Don't Cry My Lover)"                        |               | Hero Jaejoong                                                        | 4:44       |
| 3.  | "주문-Mirotic (Chinese version)" (Magic Spell)              |               | Sigvardt, Mikkel Remee, Lucas Secon, Thomas Troelsen                 | 3:28       |
| 4.  | "Crazy Love"                                                | Young-hu Kim  | Young-hu Kim                                                         | 3:43       |
| 5.  | "Hey! (Don't Bring Me Down)"                                |               |                                                                      | 4:12       |
| 6.  | "소원 (Wish) feat. Ryeowook & Kyuhyun of Super Junior"      |               |                                                                      | 4:36       |
| 7.  | "넌 나의 노래 (You're My Melody)" (You're My Song)          | Young-hu Kim  | JV, Sean Alexander, Pascal "Claps" Guyon                             | 3:33       |
| 8.  | "노을... 바라보다 (Picture of You)" (Looking at the Sunset) | Xiah Junsu    | Marcus Jilla, James Hollands, James Critcher                         | 4:51       |
| 9.  | "무지개 (Rainbow)"                                          |               | Kenzie                                                               | 4:11       |
| 10. | "사랑 안녕 사랑 (Love Bye Love)"                            | Micky Yoochun | Micky Yoochun                                                        | 3:34       |
| 11. | "낙원 (Paradise)"                                           | Wheesung      | Kelvin Kumar, Sean Kumar                                             | 4:39       |
| 12. | "악녀 (Are You a Good Girl?)" (Wicked Woman)                |               |                                                                      | 4:11       |
| 13. | "Flower Lady"                                               |               | Andrew Omar Grange, Rupert Lloyd Gayle, Micah Samuel Williams        | 3:53       |
| 14. | "Don't Say Goodbye"                                         |               |                                                                      | 4:25       |
| 15. | "잊혀진 계절" (Forgotten Season, Hero solo)                 |               |                                                                      | 4:22       |
| 16. | "Love in the Ice" (Korean version of Love in the Ice)       | Max Changmin  | Daisuke Suzuki, Yuya Saito                                           | 5:18       |
| 17. | "주문-Mirotic (Acoustic clean version)" (Magic Spell)       |               | Sigvardt, Mikkel Remee, Lucas Secon, Thomas Troelsen                 | 4:44       |

| DVD | DVD                                                                   | DVD        |
| STT | Nhan đề                                                               | Thời lượng |
| --- | --------------------------------------------------------------------- | ---------- |
| 1.  | "Mirotic Music Video Behind the Scenes" (with Chinese subtitles)      |            |
| 2.  | "Mirotic Music Video" (with Chinese subtitles)                        |            |
| 3.  | "Wrong Number Music Video Behind the Scenes" (with Chinese subtitles) |            |
| 4.  | "Wrong Number Music Video" (with Chinese subtitles)                   |            |
| 5.  | "Directed by Micky (Interviewee: Hero)" (with Chinese subtitles)      |            |

### Japanese version
| CD  | CD                                                          | CD            | CD                                                                   | CD         |
| STT | Nhan đề                                                     | Phổ lời       | Phổ nhạc                                                             | Thời lượng |
| --- | ----------------------------------------------------------- | ------------- | -------------------------------------------------------------------- | ---------- |
| 1.  | "Wrong Number"                                              |               | Marvin Ambrosius, Christopher Lee Joe, Iain James, Philippe Anquetil | 4:14       |
| 2.  | "사랑아 울지마 (Don't Cry My Lover)"                        |               | Hero Jaejoong                                                        | 4:44       |
| 3.  | "주문-Mirotic" (Magic Spell)                                |               | Sigvardt, Mikkel Remee, Lucas Secon, Thomas Troelsen                 | 3:28       |
| 4.  | "Crazy Love"                                                | Young-hu Kim  | Young-hu Kim                                                         | 3:43       |
| 5.  | "Hey! (Don't Bring Me Down)"                                |               |                                                                      | 4:12       |
| 6.  | "소원 (Wish) feat. Ryeowook & Kyuhyun of Super Junior"      |               |                                                                      | 4:36       |
| 7.  | "넌 나의 노래 (You're My Melody)" (You're My Song)          | Young-hu Kim  | JV, Sean Alexander, Pascal "Claps" Guyon                             | 3:33       |
| 8.  | "노을... 바라보다 (Picture of You)" (Looking at the Sunset) | Xiah Junsu    | Marcus Jilla, James Hollands, James Critcher                         | 4:51       |
| 9.  | "무지개 (Rainbow)"                                          |               | Kenzie                                                               | 4:11       |
| 10. | "사랑 안녕 사랑 (Love Bye Love)"                            | Micky Yoochun | Micky Yoochun                                                        | 3:34       |
| 11. | "낙원 (Paradise)"                                           | Wheesung      | Kelvin Kumar, Sean Kumar                                             | 4:39       |
| 12. | "악녀 (Are You a Good Girl?)" (Wicked Woman)                |               |                                                                      | 4:11       |
| 13. | "Flower Lady"                                               |               | Andrew Omar Grange, Rupert Lloyd Gayle, Micah Samuel Williams        | 3:53       |
| 14. | "Don't Say Goodbye"                                         |               |                                                                      | 4:25       |
| 15. | "잊혀진 계절" (Forgotten Season, Hero solo)                 |               |                                                                      | 4:22       |
| 16. | "Love in the Ice" (Korean version of Love in the Ice)       | Max Changmin  | Daisuke Suzuki, Yuya Saito                                           | 5:18       |

| DVD | DVD | DVD        |
| STT | Nhan đề | Thời lượng |
| --- | --- | ---------- |
| 1.  | "Mirotic Music Video" |            |
| 2.  | "Making of Mirotic Music Video" |            |
| 3.  | "Directed by Hero (Interviewee: U-Know)" (The Fourth Album Surprise Project - Directed by TVXQ! [20080830-200880831 a-nation'08 Tokyo Story])                     |            |
| 4.  | "Directed by U-Know (Interviewee: Max)" (The Fourth Album Surprise Project - Directed by TVXQ! [20080830-200880831 a-nation'08 Tokyo Story])                      |            |
| 5.  | "Directed by Max (Interviewee: Xiah)" (The Fourth Album Surprise Project - Directed by TVXQ! [20080830-200880831 a-nation'08 Tokyo Story])                        |            |
| 6.  | "Directed by Xiah (Interviewee: Micky)" (The Fourth Album Surprise Project - Directed by TVXQ! [20080830-200880831 a-nation'08 Tokyo Story])                      |            |
| 7.  | "Directed by Micky (Interviewee: Hero)" (The Fourth Album Surprise Project - Directed by TVXQ! [20080830-200880831 a-nation'08 Tokyo Story])                      |            |
| 8.  | "Directed by TVXQ! - Talk about Mirotic" (The Fourth Album Surprise Project - Directed by TVXQ! [20080830-200880831 a-nation'08 Tokyo Story])                     |            |
| 9.  | "Directed by TVXQ! - 'Surprise Project [a-nation'08 Diary]'" (The Fourth Album Surprise Project - Directed by TVXQ! [20080830-200880831 a-nation'08 Tokyo Story]) |            |

## Promotional singles
- 주문-MIROTIC (tháng 9 năm 2008, Hàn Quốc) (tháng 10 năm 2008, tại Nhật Bản với tên 呪文 -MIROTIC-)
- Wrong Number (tháng 11 năm 2008, Hàn Quốc)

## Doanh số

### Korea Albums & Singles Chart[5]
| Chart                          | Thứ hạng | Tiêu thụ |
| ------------------------------ | -------- | -------- |
| September Monthly Chart (2008) | #1       | 307,974  |
| October Monthly Chart (2008)   | #1       | 500,000+ |

## Taiwan chart

### G-Music Jpop Yearly Sale Chart[5]
| Năm  | Thứ hạng | Tiêu thụ(%) |
| ---- | -------- | ----------- |
| 2008 | #1       | 3.45%       |

## Giải thưởng
| Năm  | Giải thưởng             | Hạng mục      | Kết quả   |
| ---- | ----------------------- | ------------- | --------- |
| 2008 | Mnet Asian Music Awards | Album của năm | Đoạt giải |
| 2008 | Golden Disk Awards      | Album của năm | Đoạt giải |